# Четкар
Четкар је занатлија који прави четке. Четке се праве углавном од длаке али данас све више од пластике али и од сирка (биљка од које се праве метле, рибаће четке).
Четака има разних да поменемо неке:
- сликарске четке, кистови, праве се од веома фине и меке длаке
- четке за зубе. Данас се све више праве од пластике.
- четке за бријање. Најбоље су оне од длаке јазавца.
- четке за фарбање са лак и уљаним фарбама. Данас их све више потискују ваљци од вештачког сунђера и крзна
- молерске четке
- фризерске четке (бербер ошиша онда са том четком скине одсечене длаке се врата и одела
- хируршке четке или четке за прање руку. Њима хирурзи пре операције дуго перу руке.
- четке за купање са дугом дршком да дохвате и леђа
- четке за четкање фризуре
- четке за прање посуђа
- четке за рибање пода
- партвиши за скидање паучине
- четке за ципеле, оне мале за наношење ималина и велике за гланцање...

... и многе друге. 